# Irene de Atenas
Irene I o Irene Sarantapechaina (en griego: Ειρήνη Σαρανταπήχαινα) ( c. 750-756 - 9 de agosto de 802), conocida también como Irene de Atenas o Irene "La Ateniense" (en griego: Ειρήνη η Αθηναία), fue emperatriz del Imperio Bizantino. Fue esposa y emperatriz consorte del emperador León IV y madre de Constantino VI, durante cuya minoría de edad (780-790) asumió la regencia. En 792 fue asociada al trono por su hijo y, más tarde, asumió el poder en solitario entre 797 y 802, como emperatriz reinante y única gobernante del Imperio Romano de Oriente. Miembro de la prominente familia Sarantapechos, fue elegida novia de León IV por razones desconocidas en 768. Aunque su marido era un iconoclasta (que rechaza las imágenes religiosas), Irene albergaba simpatías iconófilas. Durante su gobierno como regente, convocó el Concilio de Nicea II en 787, que condenó la iconoclasia como herética y puso fin al primer periodo iconoclasta (730-787). Su figura pública fue muy polarizante durante sus 5 años de reinado, ya que la mayoría consideraba que una mujer no tenía derecho a gobernar en solitario. Su reinado como tal la convirtió en la primera emperatriz regente, gobernando por derecho propio, en la historia imperial romana y bizantina.
La prematura muerte de su marido hizo que el trono quedara realmente en sus manos, dejándola como única responsable. Durante su regencia con su hijo Constantino, Irene llegó a ejercer una enorme influencia en las políticas gubernamentales. Cuando Constantino alcanzó la madurez, empezó a alejarse de la influencia de su madre. A principios de la década de 790, varias revueltas intentaron proclamarlo como único gobernante. Una de estas revueltas tuvo éxito, pero en 792 Irene fue restablecida en todos los poderes imperiales como coemperadora con Constantino. En 797, Irene organizó una conspiración en la que sus partidarios sacaron los ojos a su hijo, mutilándolo gravemente. Constantino fue encarcelado y probablemente murió poco después. Con él fuera del camino, Irene se proclamó única gobernante. El papa León III—que ya intentaba romper los lazos con el Oriente bizantino—utilizó la supuesta condición sin precedentes de Irene como mujer gobernante del Imperio romano para proclamar a Carlomagno como emperador de los romanos el día de Navidad del año 800 con el pretexto de que una mujer no podía gobernar y que, por tanto, el trono del Imperio romano estaba de hecho vacante. Una revuelta en 802 derrocó a Irene y la exilió a la isla de Lesbos, siendo sustituida en el trono por Nicéforo I. Irene murió en el exilio menos de un año después.

## Primeros años
Irene, nacida en Atenas entre el año 750 y el 756, pertenecía a la noble familia griega Sarantapechos, que tenía una influencia política significativa en la Grecia continental. Aunque era huérfana, su tío (o primo) Constantino Sarantapechos era un patricio y posiblemente también un strategos ("general militar") de la thema de Hélade. Contrajo matrimonio con el emperador León IV. Cuando este murió, el 8 de septiembre de 780, Irene asumió la regencia en nombre de su hijo Constantino VI, que tenía solo 9 años de edad. Durante los 11 años siguientes, la emperatriz fue la única gobernante efectiva del Imperio bizantino.
En 782 el príncipe abasí Harún al-Rashid lideró una expedición de envergadura que derrotó al ejército bizantino y alcanzó el Bósforo. La regente Irene tuvo que comprometerse a pagar un tributo al califa al-Mahdi durante tres años, consistente en unos 70 000 a 90 000 dinares anuales.

## Controversia iconoclasta

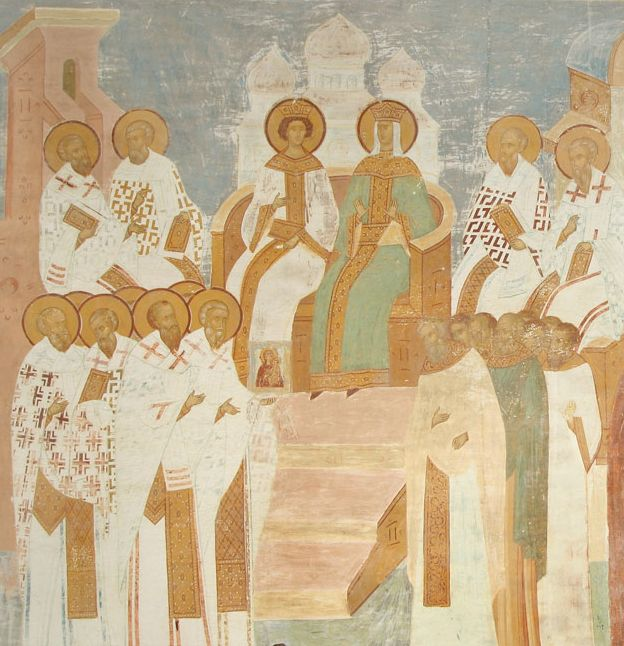
Irene y Constantino en el Séptimo Concilio Ecuménico.

Su decisión más importante fue permitir la restauración del culto de las imágenes, que había sido prohibido por León III el Isaurio en 726. Irene siempre había sido partidaria de los iconódulos, aunque se había visto obligada a renunciar públicamente a sus creencias en vida de su marido. Nombró patriarca de Constantinopla a Tarasio, su antiguo secretario, y convocó dos concilios. El primero comenzó el 17 de agosto de 786 en la iglesia de los Santos Apóstoles de Constantinopla, con la asistencia de delegados tanto del papa Adriano I como de los patriarcas de Alejandría, Antioquía y Jerusalén, pero debió interrumpirse debido a la oposición del ejército. El segundo tuvo lugar en Nicea en septiembre de 787, se celebró con éxito y declaró herética la doctrina iconoclasta, aunque se especificó que los iconos solo podían ser objeto de veneración y no de adoración. El éxito del concilio, conocido como el II Concilio de Nicea, supuso la reunificación con la Iglesia de Occidente.

## Pugna con su hijo Constantino
En 790, Irene decretó que ella tendría siempre prioridad en el gobierno frente a su hijo Constantino, que ya era adulto. Esto convirtió a su hijo en el principal foco de oposición contra el gobierno de Irene, y se urdió una conspiración para deponer a la emperatriz. Sin embargo, la conspiración fue desbaratada por Irene, quien castigó a los culpables, encarceló a Constantino y obligó al ejército a jurarle fidelidad. Mientras que en la parte europea del Imperio, donde predominaban los iconódulos, lo consiguió sin problemas, los soldados de Asia Menor se negaron y comenzaron una revuelta que culminó con la proclamación de Constantino VI como único emperador.
Sin embargo, tras una serie de fracasos militares, Constantino decidió devolver el poder a su madre, quien fue confirmada como emperatriz. Ante esto, la facción iconoclasta tramó colocar en el trono al césar Nicéforo, uno de los cinco hermanos del anterior emperador, León IV. La conspiración fue descubierta: Nicéforo y Constantino fueron cegados y a los otros cuatro tíos de Constantino, que habían tomado parte en ella, se les cortó la lengua.

## Emperatriz titular
Pocos años después, la propia Irene tramó una conspiración contra su hijo, en beneficio propio. En junio de 797, el emperador fue apresado y el 15 de agosto de ese mismo año fue cegado por orden de su madre. Se cree que murió a consecuencia de las heridas producidas, aunque este extremo ha sido recientemente puesto en duda.
Tras acabar con su hijo, Irene se convirtió en la primera emperatriz en la historia del Imperio bizantino en ocupar el trono no como consorte o regente, sino en su propio nombre. En el año 800, ante la ausencia de un emperador varón en el trono de Constantinopla, y por razones de propia conveniencia, el papa León III coronó a Carlomagno como Emperador. En Constantinopla esto fue visto como un acto sacrílego. Según algunas fuentes, en el verano de 802, el nuevo soberano envió embajadores a Constantinopla proponiendo matrimonio a Irene. Para Irene pudo haber sido la oportunidad de consolidar su inestable posición en el trono de Constantinopla. Según el cronista Teófanes, único que refiere la historia de esta negociación matrimonial, los planes de boda fueron frustrados por uno de los favoritos de la emperatriz. 
En octubre de 802, una conspiración depuso a Irene y colocó en el trono a Nicéforo I, que había sido su ministro de finanzas. La emperatriz fue desterrada a la isla de Lesbos, donde murió un año más tarde. 
Teodoro el Estudita escribió una carta muy elogiosa dirigida a Irene, por su apoyo a la causa iconódula. Esta epístola llevó a la errada creencia de que la Iglesia ortodoxa la considera santa. Sin embargo ni el Menologio, ni la Vida de los Santos de Nicodemo el hagiógrafo la mencionan como tal. Las analectas bolandianas, por el contrario, la denominan santa Irene.

## Irene de Atenas en la cultura popular
Esta emperatriz bizantina ha sido protagonista de las siguientes novelas históricas:
- El cinturón de oro de Cecelia Holland
- Irene de Atenas de Álvaro Lozano
- El collar del hombre errante de H. Rider Haggard
- La dama púrpura de Javier Torras de Ugarte